# Manly (Nova Gales do Sul)
Manly é um subúrbio à beira-mar do norte de Sydney, no estado da Nova Gales do Sul, na Austrália, situado a 17 quilômetros a nordeste do distrito empresarial central de Sydney, na área do governo local do Conselho de Northern Beaches. Manly integra a região Northern Beaches. Em 2011, sua população era de 15 072 habitantes.